# رصاصة طايشة (فلم)
رصاصة طايشة - فيلم لبناني من تأليف وإخراج جورج هاشم، تم إنتاجه في عام 2009م، وتم العرض الأول له في فرنسا 2011م.

## جوائز
نال الفيلم خلال مشاركته في المهرجانات الدولية والعربية العديد من الجوائز المهمّة من بينها جائزة أفضل تصوير من مهرجان مونتريال وجائزة أفضل سيناريو في مهرجان القاهرة السينمائي الدولي مناصفة مع الفيلم العراقي 'ابن بابل' للمخرج محمد الدرّاجي. كما حصد الجائزة الأولى في 'مسابقة المهر العربي للأفلام الروائية الطويلة' خلال حفل اختتام الدورة السابعة من مهرجان دبي السينمائي الدولي.

## طاقم العمل
| م | الاسم         | طبيعة العمل |
| - | ------------- | ----------- |
| 1 | نادين لبكي    | ممثلة       |
| 2 | رودريغ سليمان | ممثل        |
| 3 | باتريسيا نمور | ممثلة       |
| 4 | نزيه يوسف     | ممثل        |
| 5 | بديع أبو شقرا | ممثل        |
| 6 | هند طاهر      | ممثلة       |
| 7 | جورج هاشم     | مؤلف ومخرج  |